# واتپد
واتپد (انگلیسی: Wattpad) یک وبسایت برای خواندن و انتشار داستان و برقراری ارتباط بین نویسندگان و خوانندگان آن‌هاست. پرطرفدارترین دسته‌بندی موضوعی داستان‌ها در این نرم افزار، دسته‌بندی‌های عاشقانه، داستان‌های نوجوان و فن‌فیکشن هستند.